# Afrectopius
Afrectopius is een geslacht van insecten uit de orde vliesvleugeligen (Hymenoptera) en de familie Ichneumonidae.

## Soorten
- A. empeyi Heinrich, 1967
- A. gessi Heinrich, 1967
- A. holerytreus Heinrich, 1967
- A. infuscatus Heinrich, 1967
- A. kenyae Heinrich, 1936
- A. melanisticus Heinrich, 1967
- A. melanopygus Heinrich, 1967
- A. meruensis Heinrich, 1967
- A. nigrithorax Heinrich, 1967
- A. pareensis Heinrich, 1967
- A. rufifemur Heinrich, 1967
- A. rungwecola Heinrich, 1967
- A. rungweensis Heinrich, 1967
- A. seyrigi (Heinrich, 1938)
- A. silvaemontis (Heinrich, 1967)
- A. tricolor Heinrich, 1967
- A. ulugurensis Heinrich, 1967
- A. usambaricus Heinrich, 1967